# Швачунов Ігор Юрійович
Ігор Юрійович Швачунов (26 грудня 1960, м. Суми) — український живописець, графік, художник-концептуаліст, фотохудожник, педагог. Член Національної спілки художників України (1994). Заслужений художник України (2020).

## Життєпис
Народився 26 грудня 1960 р. у м. Суми. Його предки по материнській лінії: дід, дядько, двоюрідні брати були художниками. Дідусь Кирило Антонович Демченко, дитячі роки якого пройшли у селі Ворожба на Лебединщині, добре пам′ятав родину відомих українських митців Федора і Василя Кричевських.
Відвідував у Сумах народну студію образотворчого мистецтва під керівництвом Б. Данченка.
Навчався у Курському державному педагогічному інституті (нині — Курський державний університет) на художньо-графічному факультеті (1978—1983).
Викладав живопис і малюнок в Сумському вищому училищі культури і мистецтв ім. Д. Бортнянського (1995—2004).
З 2004 р. — старший викладач кафедри образотворчого мистецтва та дизайну Навчально-наукового інституту культури і мистецтв Сумського державного педагогічного університету імені А. С. Макаренка.
Учасник обласних, всеукраїнських, міжнародних художніх та фотовиставок, мистецьких акцій та проєктів. Брав участь у Міжнародних фотовиставках всеукраїнської газети «День» (2010, 2013), Всеукраїнській трієнале живопису (Київ, 2013), Міжнародному мистецькому пленері «Моє місто» у польському місті Гливиці (2013, 2015), Меморіалах А. І. Куїнджі у Маріуполі (2016, 2021), Всеукраїнській художній виставці «Микола Гоголь. Україна і світ» (Полтава, 2009), Всеукраїнській художній виставці рисунка (Полтава, 2025) та ін.
Персональні виставки: Курськ (1981), Суми (1996, 1998, 2002, 2004, 2007, 2010, 2011, 2014, 2017, 2021, 2022), Київ (2000, 2007, 2008), Люблін, Польща (2003), Лебедин (2021). Персональні фотовиставки: Суми (2007, 2011, 2013, 2016).
Роботи художника зберігаються у Сумському обласному художньому музеї імені Никанора Онацького, Лебединському міському художньому музеї імені Бориса Руднєва, Конотопському краєзнавчому музеї ім. О. М. Лазаревського, Херсонському художньому музеї ім. О. О. Шовкуненка, галереї сучасного мистецтва Вюрта (Німеччина), приватних колекціях Німеччини, США, Канади, Італії, Бельгії, Польщі, Австрії.

## Творчість
Працює у галузі станкового живопису, графіки, художньої фотографії, лен-дарту, нонспектакулярного мистецтва.
Активний учасник міжнародних ленд-арт симпозіумів «Простір покордоння», які проводилися поблизу села Могриця Сумської області. Як відзначив відомий український художник Петро Бевза, об′єкт у довкіллі «Стіна самодостатності», створений Ігорем Швачуновим у співавторстві з Юрієм Фірсиком (2002), «стає символом потужного естетичного впливу ленд-арту, що був досягнутий за мінімального втручання в природу».
В рамках ланд-арту, проведеного на Лебединщині до 125-річчя від дня народження футуриста Д. Бурлюка, Ігор Швачунов разом зі студентами факультету мистецтв СДПУ ім. А. С. Макаренка організував мистецьку акцію «Семиротівка: дзвони пам'яті», використавши для цього сільські хвіртки, колеса, макітри, вікна, дзвін. Усі декорації, узяті із старих дворів і приватних колекцій, перефарбували в білий колір, який символізує пам′ять.
У творчому доробку митця — художнє оформлення різноманітних видань, серед яких — романи сумської письменниці Марини Реух. Збірка віршів для дітей сумського поета Анатолія Стародуба «Димчасте чудо», яку ілюстрував Ігор Швачунов, була номінована на здобуття премії імені Лесі Українки (2009).

## Вибрані твори

### Живопис
- Весняні клопоти (1999);
- Стіна ІІ (2001);
- Перевтілення (1999);
- Що є істина (2000);
- Охоронець (2000);
- Космос (2003);
- Скрижалі (2009);
- Погляд (2012);
- Світло, що йде (2013);
- Старе місто (2014).

### Графіка
- Велика прогулянка (2015, олівець);
- Спостерігач далекого космосу (2015, олівець);
- З життя поета (2016, акварель);
- Водохреще (2017, олівець).

### Ленд-арт
- Стіна самодостатності (Могриця, 2002).;
- Реконструкція (Могриця, 2007);
- Енергетичні об'єкти (2007);
- Реконструкція (Семиротівка. 2007);
- Сходи (Могриця, 2008).

## Нагороди та відзнаки
- Заслужений художник України (2020)[14]
- Лауреат премії фотоконкурсу Всеукраїнської газети «День» (2010, 2013).
- Дипломант Міжнародної виставки пейзажу «Меморіал Архипа Куїнджі» (2016, 2021).